# Leo Hurwitz
Leo Hurwitz (Williamsburg, 23 giugno 1909 – Manhattan, 18 gennaio 1991) è stato un regista statunitense.

## Biografia
Figlio di immigrati russi, cresce a Brooklyn. Si laurea cum laude alla Harvard University. Durante gli anni della grande depressione trova impiego come redattore al New Theater Magazine. Nel 1936 è coautore e cameraman del documentario The Plow That Broke the Plains. Diventa membro della Workers Film and Photo League, un'organizzazione di cineasti e fotografi che usano la propria arte per scuotere le coscienze contro le disparità sociali ed economiche. Ne fanno parte, fra gli altri, Paul Strand, Irving Lerner e Ralph Steiner. Con alcuni di loro fonda la Nykino, una società di produzione che, usando le tecniche di montaggio dei cineasti sovietici, mira alla creazione di documentari dall'estetica raffinata. Nel 1936, la Nykino diventa una nuova società cofondata da Hurwitz, Frontier Films, la prima negli Stati Uniti a produrre documentari non-profit. Per la Frontier Films Hurwitz gira Heart of Spain, sulla guerra civile spagnola, e Native Land, sulle lotte dei lavoratori americani negli anni '30.
Durante la seconda guerra mondiale Hurwitz lavora come documentarista per l'Office of War Information e per il British Information Service. Dopo la guerra è produttore, regista e capo dei servizi giornalistici alla CBS. Nel 1947 produce Strange Victory, documentario sul razzismo negli Stati Uniti del dopoguerra, con cui vince un premio al festival del cinema di Venezia. A causa delle sue opinioni politiche di sinistra, durante il periodo maccartista il suo nome è inserito nella cosiddetta lista nera, ma Hurwitz continua a lavorare sotto pseudonimo alla CBS, dove produce, dirige e monta diversi segmenti del programma Omnibus. Nel 1961 vince il premio Emmy e il premio Peabody con Verdict for Tomorrow, il documentario sul processo Eichmann. Dal 1969 al 1974 è professore di cinematografia e presidente del Graduate Institute of Film and Television alla New York University.

## Filmografia
Come regista
- Native Land (1942)
- Strange Victory (1947)
- The Museum and the Fury (1956)
- Verdict for Tomorrow (1961)
- Dialogue with a Woman Departed (1981)

Come coautore e operatore
- The Plow That Broke the Plains (1936)

## Trasposizioni cinematografiche
Nel film The Eichmann Show (2015), Leo Hurwitz è stato interpretato da Anthony LaPaglia.